# Plaça Reial
|  | No s'ha de confondre amb Plaça del Rei. |

La Plaça Reial és un espai públic de Barcelona que inclou el conjunt arquitectònic del mateix nom, catalogat com a bé cultural d'interès local. Actualment és un punt de reunió d'un públic molt heterogeni, perquè és un lloc per estar assegut i prendre unes copes a l'aire lliure a les terrasses sota les arcades que l'envolten. De nit, també és bastant freqüent trobar-hi gent, ja que als seus voltants hi ha bars, llocs per ballar i escoltar musica. A més, els diumenges al matí és l'escenari del mercat de col·leccionistes de monedes i segells. Durant la Festa Major de Barcelona és un dels llocs escollits per fer els balls típics i un dels escenaris del festival de música paral·lel BAM.

## Història
El 1717, els monjos caputxins de Mont Calvari van adquirir uns terrenys a la vora de la Rambla per a construir-hi el nou convent de Santa Madrona (1718). Aquest va aprofitar alguns trams de la muralla i comprenia tot l'espai que en l'actualitat es correspon amb el carrers del Vidre, d'Escudellers, la Rambla i el Portal de la Boqueria. L'església conventual estava situada a l'alçada de l'actual entrada al carrer de Ferran, mentre que a la zona sud se situava l'hort. Cal remarcar també la fàbrica d'hàbits de llana que els religiosos van establir a tocar del carrer del Vidre.
Les idees per reconvertir l'antic convent dels caputxins van començar a sorgir el 1822, en ple Trienni Liberal, i després de la bullanga de 1835, va començar-ne el desmantellament per a convertir l'espai en galeries i un gran teatre per a la ciutat. Va convocar-se un concurs de projectes al qual van presentar-se'n dos de diferents: el de Josep Oriol Mestres i el de Francesc Daniel Molina i Casamajó. Mentre es decidia la resolució, l'Ajuntament cedí l'espai per a la seva explotació, i entre 1842 i 1848 hi va funcionar un teatre provisional, el Teatre Nou. La inauguració del Gran Teatre del Liceu, el 1847, va fer decidir de fer-hi la plaça el 1848 segons el projecte de Molina, guanyador del concurs. La nova plaça i els edificis que l'envolten foren construïts entre 1850 i 1859.

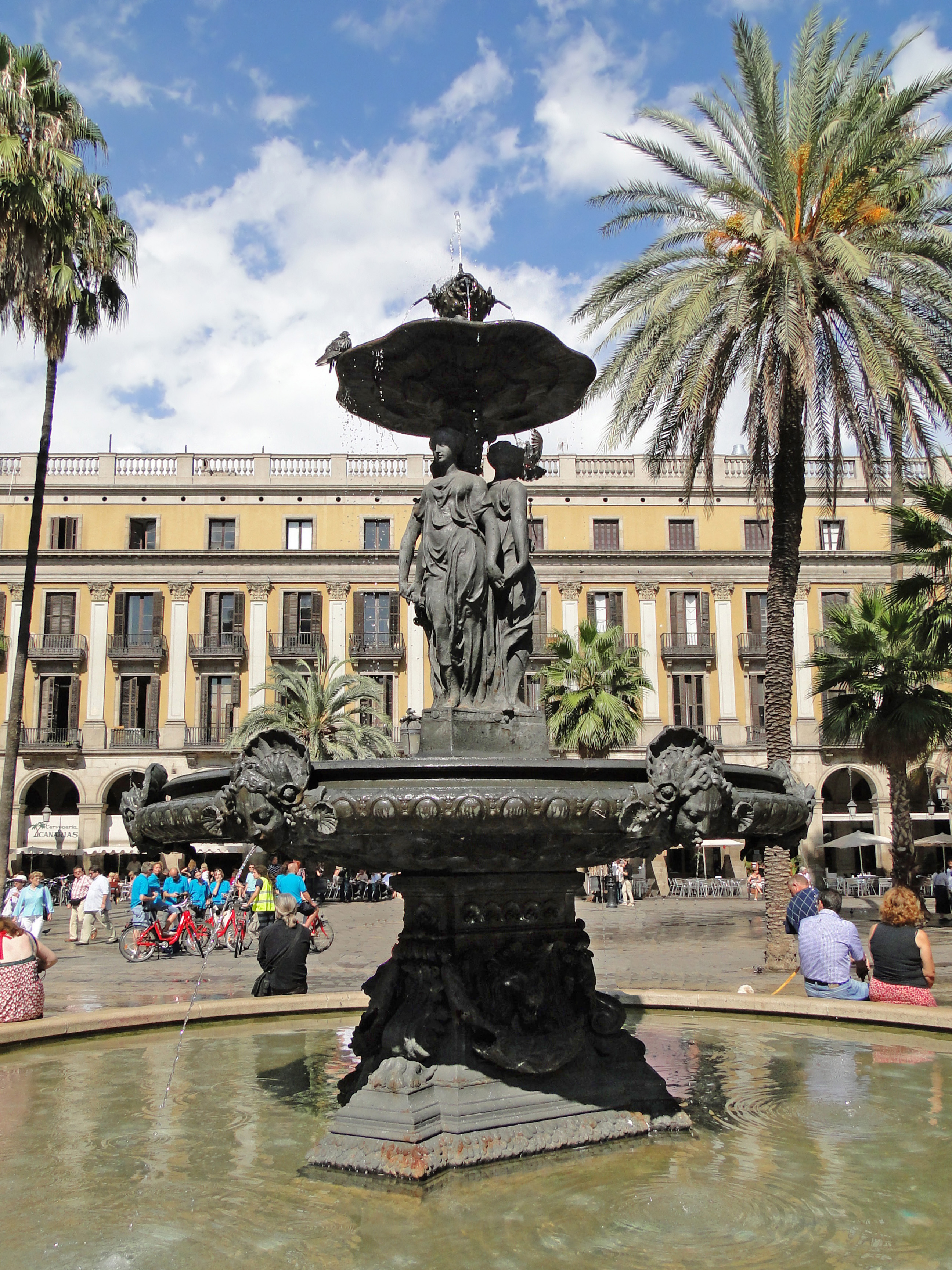
Font de les Tres Gràcies (1876)

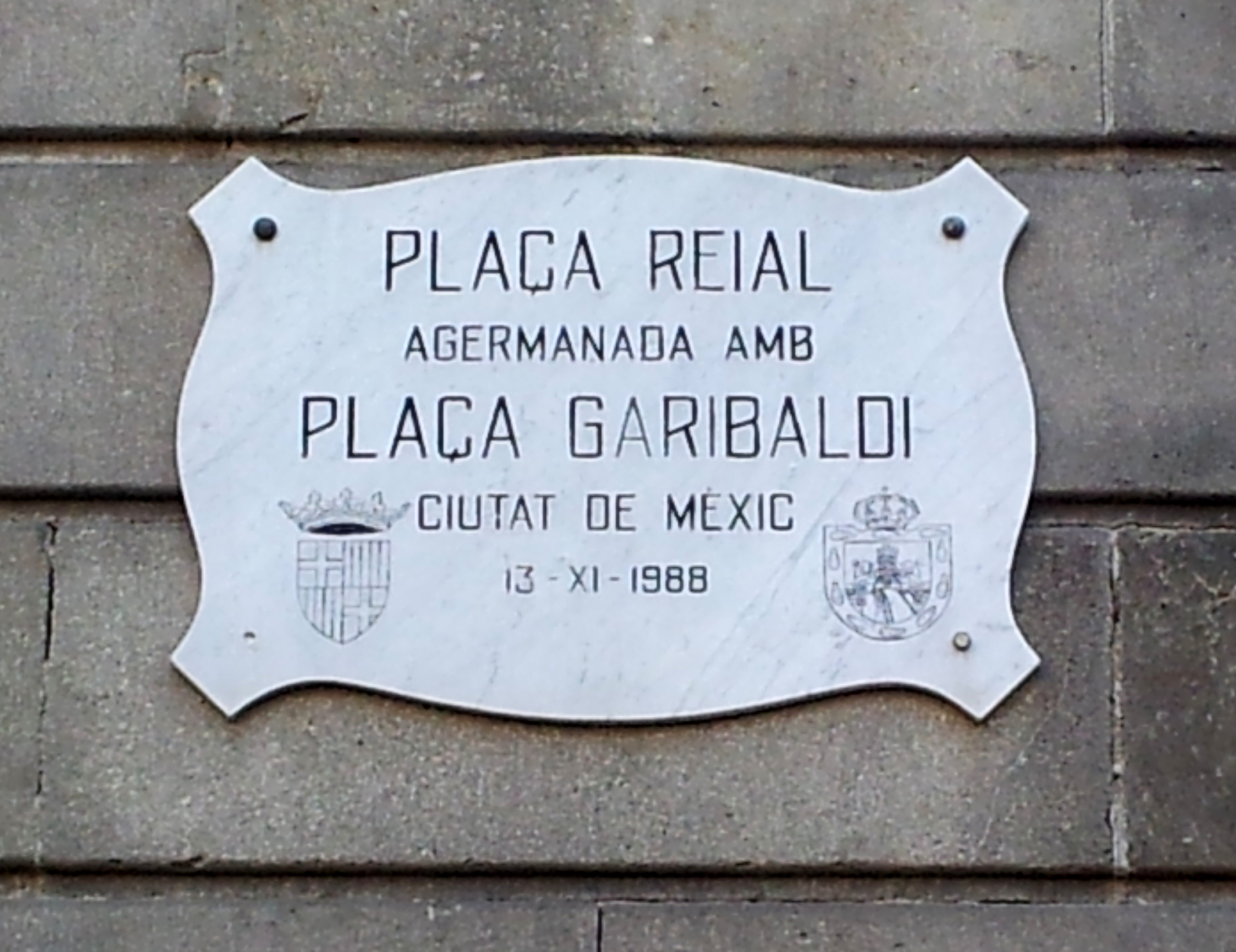
Agermanada de la plaça Garibaldi (Mèxic, DF)

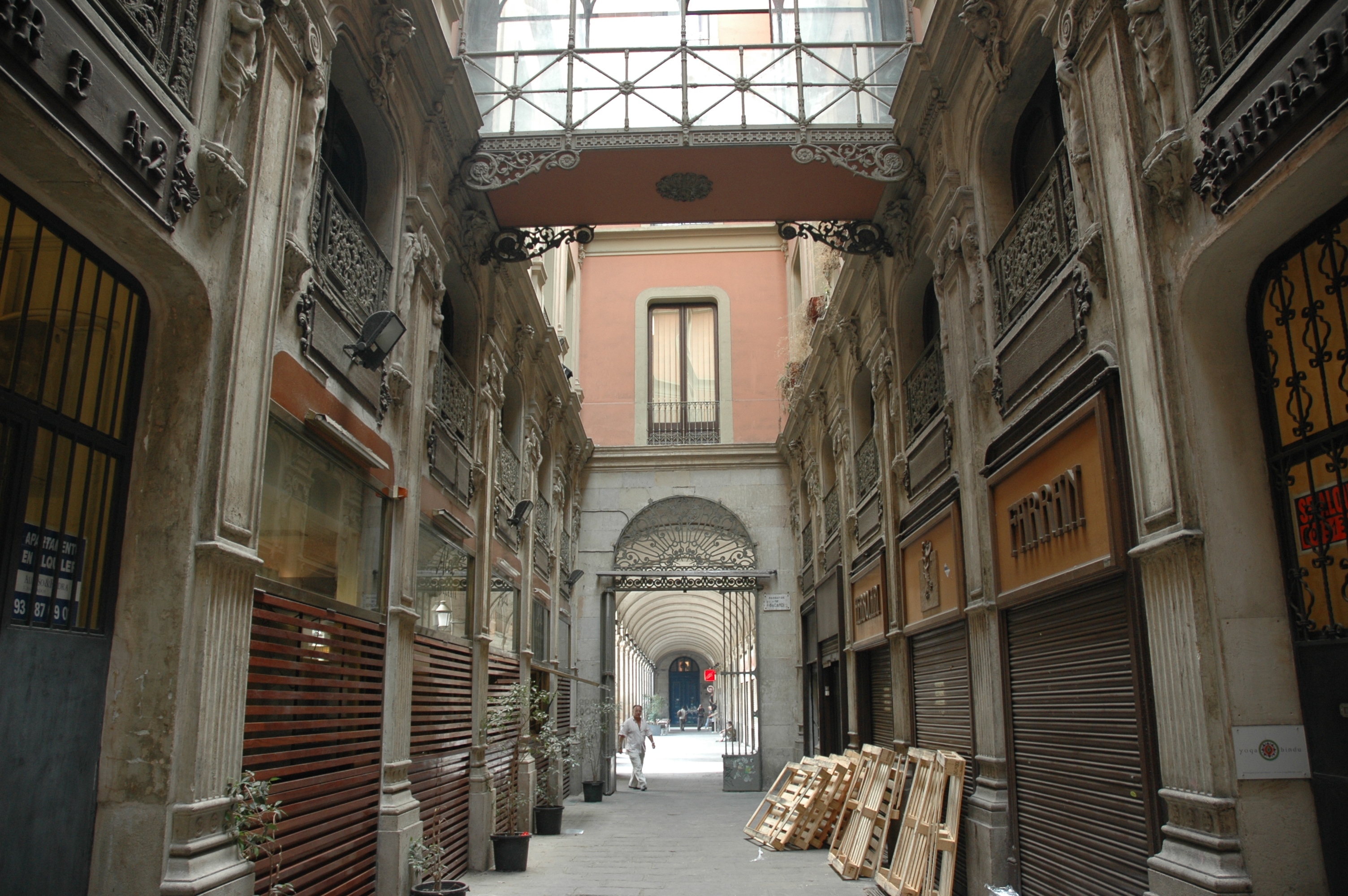
Passatge de Bacardí

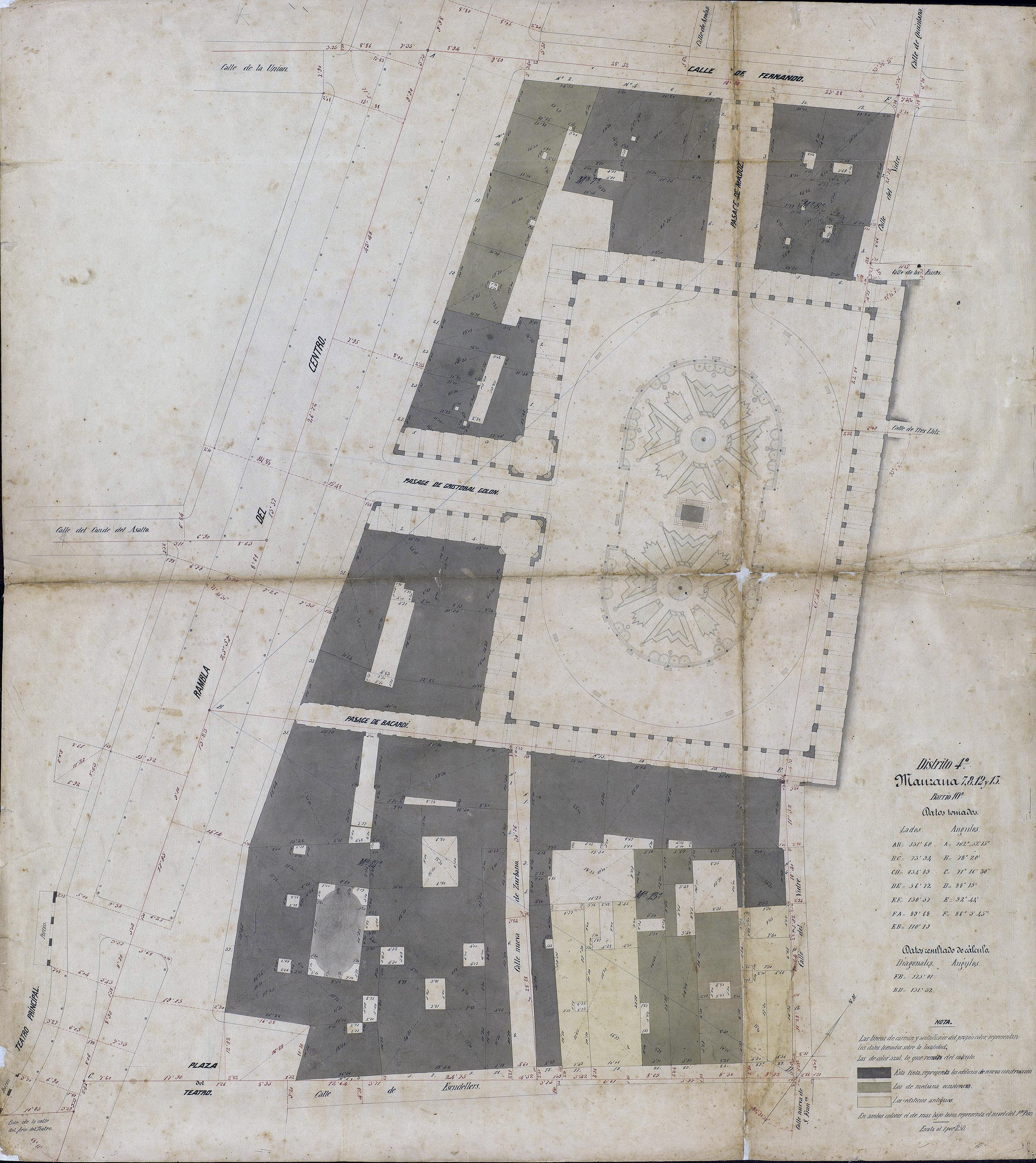
Quarteró núm. 116 de Garriga i Roca (c. 1860)

El 1892 fou l'escenari d'un atemptat anarquista que va causar la mort d'una persona.
Entre 1982 i 1984, la plaça va ser remodelada amb un projecte dels arquitectes Federico Correa i Alfons Milà. Es van substituir els parterres que subdividien l'àmbit central per un paviment continu de pedra, del qual surten les palmeres que de sempre han complementat la plaça. També es va eliminar la circulació rodada per buscar un tractament de plaça-saló. Paral·lelament, s'han restaurat les façanes dels edificis que la tanquen i dels passatges.

## Descripció
És una plaça de planta rectangular porticada d'estil neoclàssic, com una versió de la tradicional plaça major espanyola, connectada per carrers i passatges que condueixen a la Rambla, al carrer de Ferran i al dels Escudellers, construïda en el solar del desamortitzat convent dels Caputxins. Les façanes dels edificis són de model isabelí; els balcons s'alternen amb les pilastres sobre la planta baixa porticada. A l'entaulament trobem un àtic lleugerament reculat on la cornisa és una balustrada. Aquest ordre en les façanes només es trenca pel Passatge de Bacardí, el primer cobert de Barcelona i el passatge descobert de Madoz.
Al centre s'hi va col·locar una font de ferro de la casa Durenne de París, anomenada les Tres gràcies, però segons el projecte original s'hi havia de col·locar una escultura de Ferran el Catòlic encarregada a Josep Piquer. A la plaça no trobem cap referència a la reialesa espanyola, però originàriament homenatjava la reialesa i Isabel II va col·locar-ne la primera pedra. A la plaça hi ha també dos fanals centrals dissenyats per Gaudí i un conjunt de palmeres.